# Ru Yi Bang

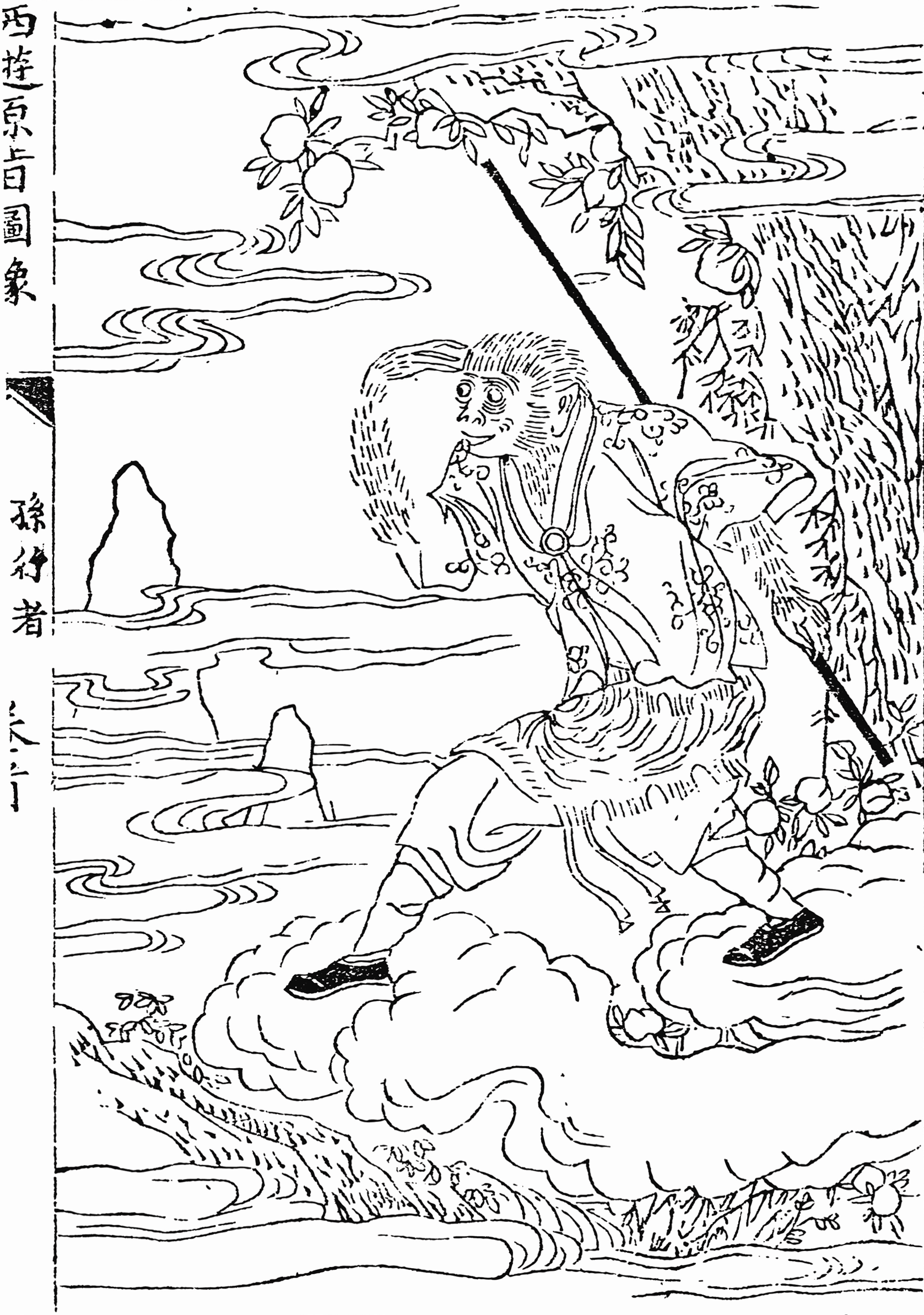
Ilustración de Sun Wukong con su bastón,

El Rú Yì Bàng (如意棒) (en japonés nyoibō) es el bastón mágico usado por Sun Wukong en la novela clásica china Viaje al Oeste. Es un bastón de hierro (pero tan duro como el diamante) complaciente, con lo que cambia de tamaño y forma de acuerdo al deseo de su dueño. También puede cambiar de número, pudiéndose multiplicar indefinidamente, siguiendo todas las copias al servicio de su dueño. Usado en la construcción de la Vía Láctea, Wukong lo consigue del palacio submarino del Rey Dragón. Cuando no lo está necesitando Wukong lo encoge al tamaño de una aguja y lo guarda detrás de su oreja. La inscripción de su asta reza: "La complaciente barra de las puntas de oro. Peso: trece mil quinientos jīn (8100 kilos)".

## Curiosidades
En los mangas de Dragon Ball, el personaje principal, Son Gokū, basado en Sun Wukong, posee un bastón llamado Nyoibo, que es un reflejo del Ru Yi Bang. Además en otro manga llamado Saiyuki, también hay un nyoibo de iguales características al empleado por Son Goku, otro personaje basado también en Sun Wukong. 
Últimamente también se ha visto que se use este accesorio en el anime manga Naruto, se refiere a la invocación de Sandaime Hokage (Enma) quien se puede transformar en un Ru Yi Bang. 
Dentro del manwha The God of Higschool, en el capítulo 109, en el cual aparece un colosal bastón desde su mano bajo este mismo nombre.
También en el manga Mahou Sensei Negima siendo usado por Ku-fei a partir de capítulo 273 del manga. Otra referencia aparece en el manga Hero? I Quit A Long Time Ago, en los capítulos sobre el dios dragón y la escama invertida, el protagonista porta un bastón que hace referencia al Rú Yì Bàng. 
En el videojuego Dota 2, el héroe "Monkey King", el cual está basado en Sun Wukong, lleva consigo un bastón similar el cual se llama Jingu Bang, que puede alargarse a distancias considerables, además de ser también un objeto de dicho juego(Vara del Rey Mono), también en el videojuego League of Legends el campeón Wukong, el cual se inspira en Sun Wukong, empuña un bastón con la capacidad de alargarse ligeramente.
En la película de 2008 The Forbidden Kingdom, protagonizada por Jackie Chan y Jet Li, se cuenta la aventura de un chico que encuentra a Ru Yi Bang en una casa de antigüedades y cuando tratan de robar al dueño el chico toma el bastón para defenderlo y en una lucha en la azotea es lanzado por el vacío. Luego es llevado misteriosamente a un reino antiguo, donde conoce a un peleador borracho (Jackie Chan), un monje silencioso (Jet Li) y a Gorrión Dorado (Yifei Liu) en donde tienen la misión de entregar a Ru Yi Bang a su legítimo dueño Sun Wukong, que está aprisionado.
En la serie de televisión Lego Monkie Kid (乐高悟空小侠), emitida desde 2020, Ru Yi Bang es usada para encarcelar al Rey Toro Demonio (牛魔王) en una montaña. Poco tiempo después, es encontrada por un joven repartidor de fideos llamado MK (齐小天). Este se convierte en el sucesor del Rey Mono.
- Datos: Q834090